# Леклерк, Себастьян Младший
Себастьян Леклерк, или Себастьен Ле Клерк Второй, Себастьян Леклерк Младший (фр. Sébastien Leclerc, ou Sébastien II Le Clerc; 29 сентября 1676, Париж — 29 июня 1763, Париж) — французский рисовальщик, живописец и гравёр. Сын и ученик Себастьяна Леклерка Старшего.

## Биография
Себастьян Леклерк родился в Париже, в Ле-Гобелен (предместье Парижа), в семье Себастьяна Леклерка Старшего, члена Королевской академии живописи и скульптуры, и Шарлотты Ван ден Керхове.
Леклерк Младший изучал основы рисунка и живописи у отца и продолжил обучение у Бона Булоня Старшего, но отличался от учеников последнего тем, что не перенял коричневатую окраску картин этой школы. Как писал П-Ж. Мариетт: «он не хотел перенимать никакой другой путь, кроме пути своего отца. Он писал в крупном масштабе то, что тот писал в мелком, и это давало лишь холодные и тусклые картины, которые в конце концов делались пресными из-за пресного и неправдивого колорита».
Леклерк был принят в Королевскую академию живописи и скульптуры в качестве живописца 23 августа 17041 года за картину «Обоготворение Энея». Затем он получил должность «ординарного живописца короля» (peintre ordinaire du roi). Королевская академия в 1717 году назначила его ассистентом профессора перспективы и геометрии, в 1721 году — профессором. В 1756 году он подал в отставку с должности профессора перспективы, но Академия отставку не приняла, и он смог уйти только в 1758 году. Леклерк надеялся, что эта должность перейдёт к его сыну, но с этим ничего не вышло из-за молодости последнего. Себастьяну Леклерку академия назначила пенсию «в знак признания выслуги лет».
В 1736 году Филибер Орри, генеральный контролер финансов, назначил художника директором небольшой фабрики гобеленов. Себастьян Леклерк умер в Париже, в Ле-Гобелен, 29 июня 1763 года в возрасте восьмидесяти шести лет.
Себастьян Леклерк Младший был женат на Шарлотте Гийо, с которой у него было двое детей:
- Жак-Себастьян Леклерк (1734—1785), ученик отца, был профессором перспективы на фабрике Гобеленов, затем профессором Академии. Известен как живописец мифологических сцен и рисовальщик. Он создал рисунки для пятитомного французского издания «Galerie des mode etcostumes»;
- Катрин-Луиза Ле Клерк, вышла замуж в 1757 году за Шарля Жулена.

## Галерея

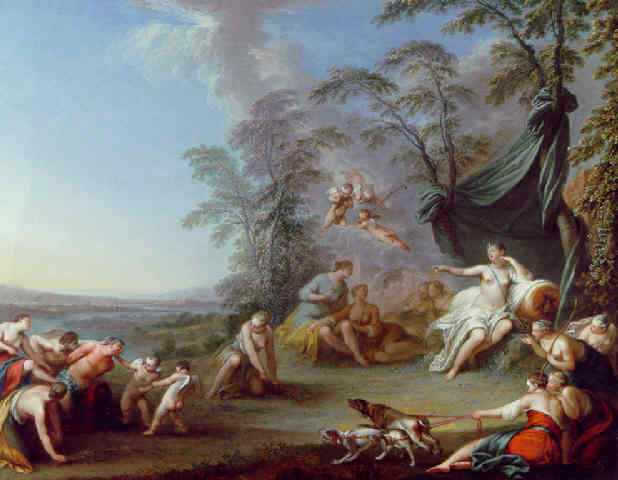
Диана и нимфы с пленным сатиром. 1770. Медь, масло. Местонахождение неопределено
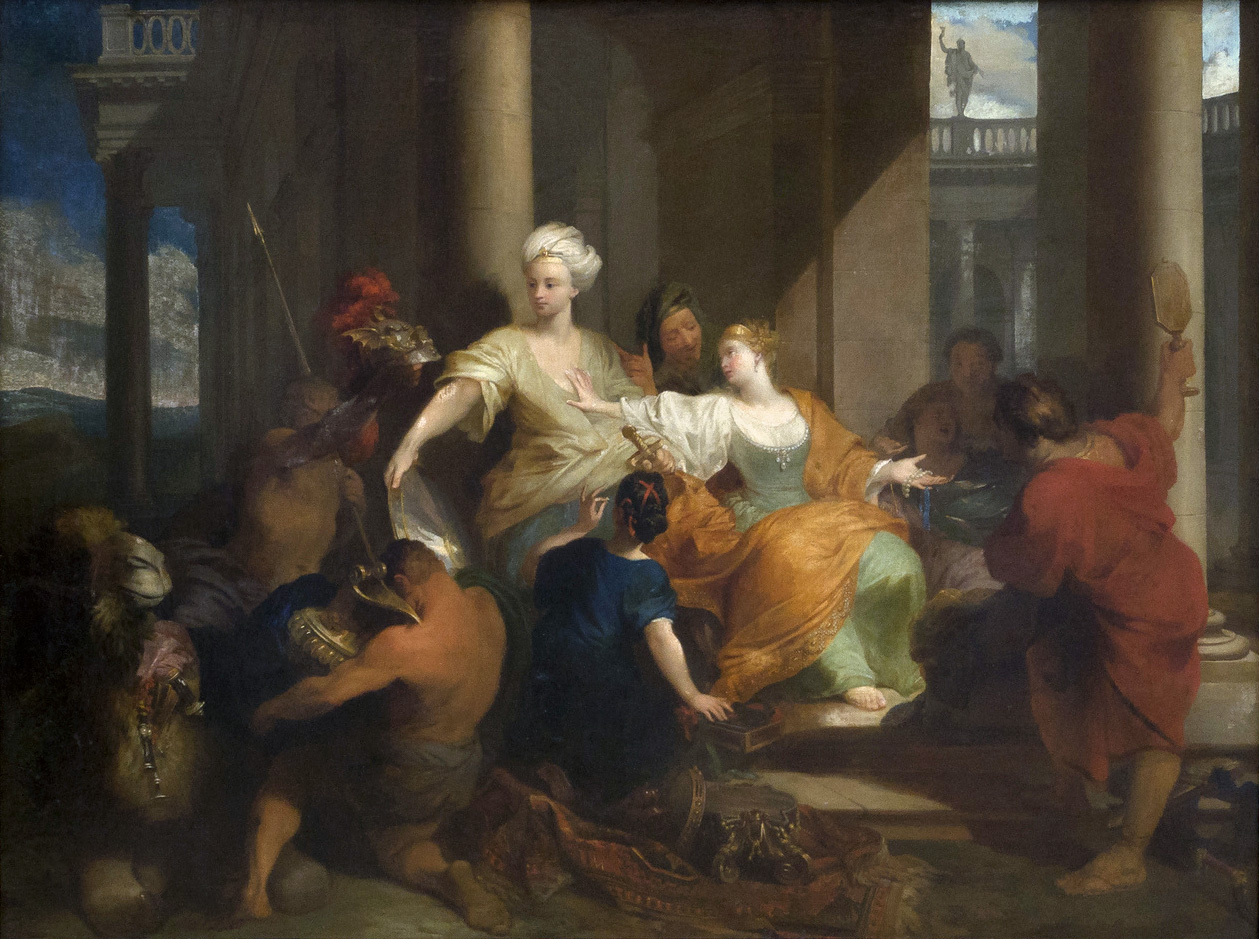
Ахиллес при дворе Ликомеда. Холст, масло. Музей изящных искусств, Брест
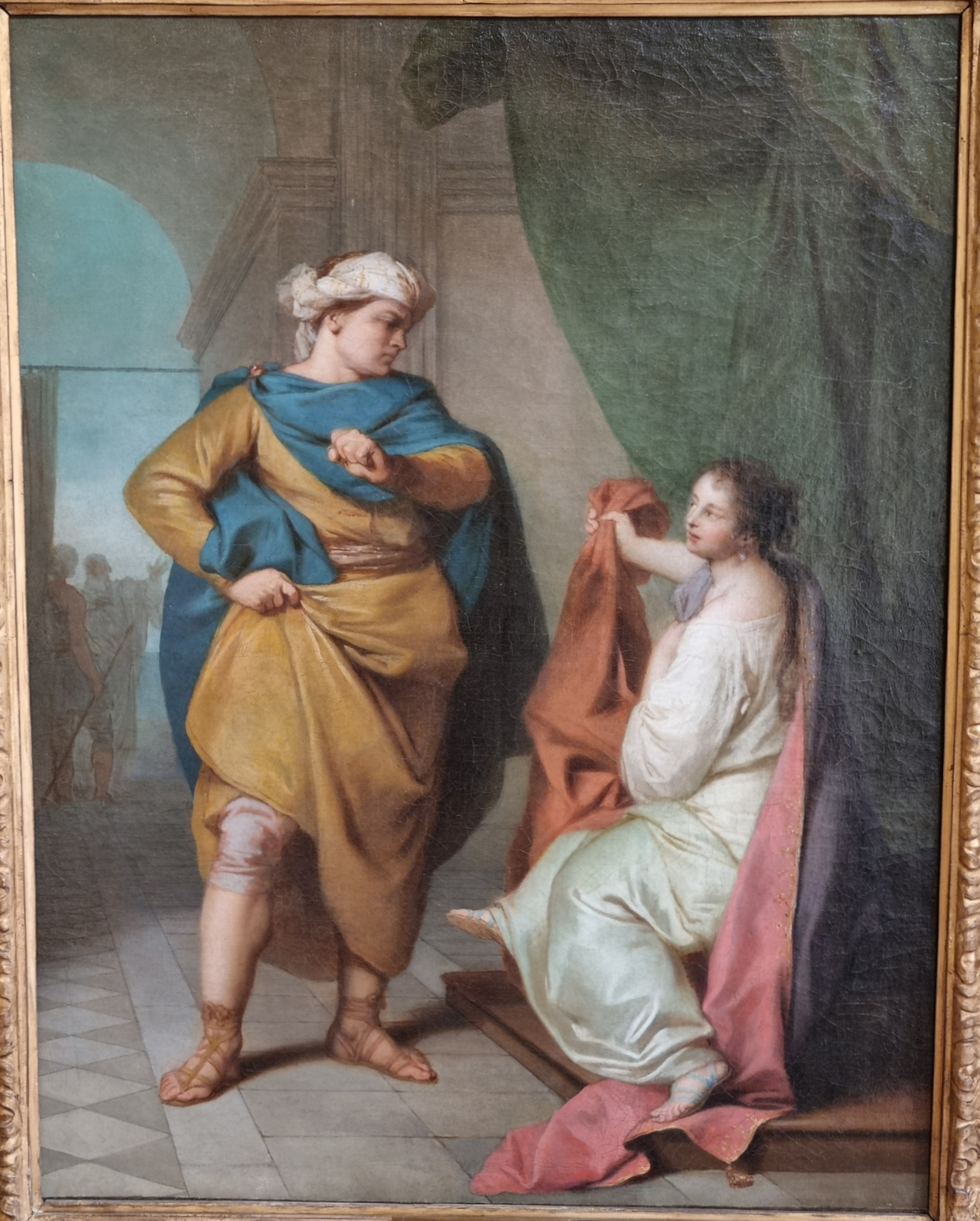
Иосиф и жена Потифара. Ок. 1720. Холст, масло. Музей Маньен, Дижон
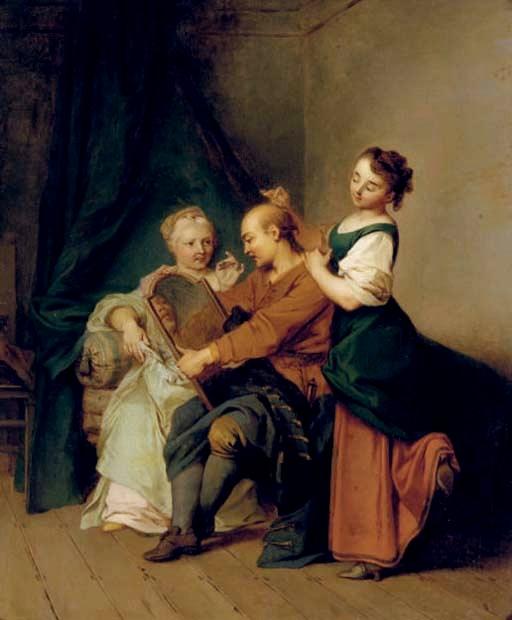
Мужчина и две куртизанки. Частное собрание
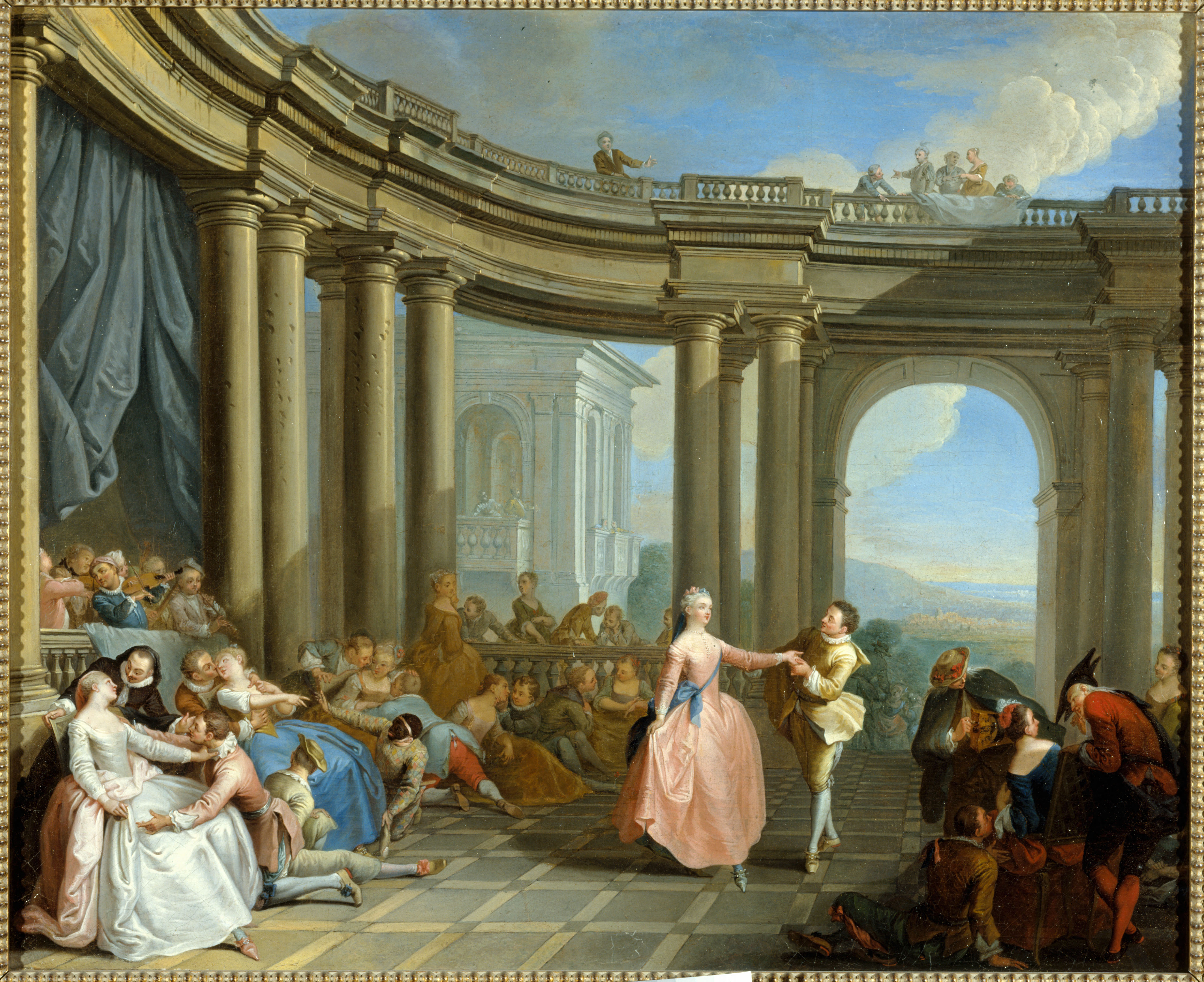
Менуэт. Между 1750 и 1800. Холст, масло. Музей изящных искусств города Парижа